# Tónický verš
Tónický verš (také přízvučný verš) je verš, v němž záleží pouze na počtu přízvučných slabik na verš, přičemž počet nepřízvučných slabik i poloha přízvučných slabik ve verši jsou zcela lhostejné.
Tónický verš užívá stará ruská poezie (bohatýrské zpěvy, tzv. byliny - v Ohlasu písní ruských tento verš napodobil František Ladislav Čelakovský) - a stará germánská poezie (zde se jedná o tzv. aliterační verš), taktéž ho užívá hebrejská biblická poezie. V moderní poezii ho užíval Vladimir Vladimirovič Majakovskij a jeho epigoni (včetně několika českých). V české původní tvorbě využívali tónický verš například František Ladislav Čelakovský, Otakar Theer, Josef Kainar.
Tónický verš může, ale nemusí využívat rým (Majakovskij ho využívá, nicméně jinak příliš využíván není), většinou je ale nerýmovaný. Starogermánský verš využívá namísto rýmu aliteračních schémat (viz aliterační verš).

## Příklady
(pro lepší orientaci v textech jsou zvýrazněny přízvučné slabiky)
Neslyší více mladý Iljuška

kvílení, pláče drahé matičky,

(František Ladislav Čelakovský: Ilja Volžanín, ze sbírky Ohlas písní ruských)
Vzpomínám obrů

z počátku věků,

z nichž jsem se tehdy

narodila.

(Edda, Vědmina píseň. Přeložil Ladislav Heger)
Hoj! Slyšme zpěv o slávě Dánů,

věhlasu vládců dávných věků…

(Beowulf, překlad Jan Čermák)
Then a mile of warm sea-scented beach;

Three fields to cross till a farm appears;

A tap at the pane, the quick sharp scratch

And blue spurt of a lighted match,

And a voice less loud, thro' its joys and fears,

Than the two hearts beating each to each!

(Robert Browning, Meeting at Night)